# Trichopteryx obscurata
Trichopteryx obscurata là một loài bướm đêm trong họ Geometridae.